# XLIX edició dels Premis Ariel
La LXIX edició dels Premis Ariel, organitzada per l'Acadèmia Mexicana d'Arts i Ciències Cinematogràfiques (AMACC), es va celebrar el 21 de març de 2007 al Palau de Belles Arts de Ciutat de Mèxic per celebrar el millor del cinema durant l'any anterior. Durant la cerimònia, l’AMACC va lliurar el premi Ariel a 26 categories en honor de les pel·lícules estrenades el 2006. La llista de nominats es va donar a conèixer el 22 de febrer de 2007, dominant les nominacions la hispano-mexicana El laberinto del fauno, la mexicano-equatoriana Crónicas i la mexicana El violín.
La gran guanyadora va ser El laberinto del fauno, que va guanyar nou premis de dotze, inclosos el de millor pel·lícula, direcció i millor actriu per l'actriu Maribel Verdú. A més, el premi a la millor pel·lícula iberoamericana fou atorgat a La vida secreta de les paraules d'Isabel Coixet.

## Premis i nominacions
Nota: Els guanyadors estan llistats primer i destacats en negreta. ⭐
| Millor pel·lícula - El laberinto del fauno ⭐ - Crónicas - El violín | Millor direcció - Guillermo del Toro – El laberinto del fauno ⭐ - Sebastián Cordero – Crónicas - Francisco Vargas Quevedo – El violín                                                                           |
| Millor actor - Damián Alcázar – Crónicas ⭐ - Armando Hernández – Fuera del cielo - Gabino Rodríguez – La niña en la piedra | Millor actriu - Maribel Verdú – El laberinto del fauno ⭐ - Elisabeth Cervantes – Más que a nada en el mundo - Sofía Espinosa – La niña en la piedra                                                             |
| Millor coactuació masculina - Gerardo Taracena – El violín ⭐ - Álex Angulo – El laberinto del fauno - Carlos Cobos – Fuera del cielo - Juan Carlos Colombo – Más que a nada en el mundo                                                                                             | Millor coactuació femenina - Isela Vega – Fuera del cielo ⭐ - Alejandra Gollàs – Efectos secundarios - Martha Higareda – Fuera del cielo                                                                        |
| Millor argument original - Francisco Vargas – El violín ⭐ - Sebastián Cordero – Crónicas - Andrés León Becker, Javier Solar – Más que a nada en el mundo | Millor guió adaptat - (No atorgat) |
| Millor fotografia - El laberinto del fauno – Guillermo Navarro ⭐ - El violín – Martín Boege Paré - Más que a nada en el mundo – Damiám García | Millor edició - En el hoyo – Valentina Leduc ⭐ - Crónicas – Iván Mora, Luis Carballar - El laberinto del fauno – Bernat Vilaplana - El violín – Francisco Vargas, Ricardo Garfias                               |
| Millor disseny artístic - El laberinto del fauno – Eugenio Caballero, Pilar Revuelta, Ramón Moya ⭐ - El carnaval de Sodoma – Darío Ramos, Luisa Guala, Sandra Cabriada - Erendira Ikikunari – Gilda Navarro - Un mundo maravilloso – Jon Solaun, María José Pizarro, Salvador Parra | Millor banda sonora - En el hoyo – Leonardo Heiblum ⭐ - La niña en la piedra – Eduardo Gamboa - El laberinto del fauno – Javier Navarrete                                                                       |
| Millor so - En el hoyo – Jaime Baksht, Jesús Sánchez, Mauricio Santos, Natalia Bruschtein, Samuel Larson ⭐ - El laberinto del fauno – Jaime Baksht, Martín Hernández, Miguel Polo - Crónicas – Jaime Baksht, Martín Hernández, Santiago Núñez                                       | Millor vestuari - El laberinto del fauno – Lala Huete ⭐ - Erendira Ikikunari – Saúl Hernández Liera - Un mundo maravilloso – Mariestela Fernández                                                               |
| Millor maquillatge - El laberinto del fauno – Blanca Sánchez Torres, José Quetglas ⭐ - Erendira Ikikunari – Julián Pizá - Un mundo maravilloso – Felipe de Jesús Salazar | Millors efectes especials - El laberinto del fauno – Ángel Alonso, David Martí, Montse Ribé, Reyes Abades ⭐ - Efectos secundarios – Alejandro Vázquez, Salvador Servín - Erendira Ikikunari – Juan Mora Catlett |
| Millor opera prima - El violín – Francisco Vargas ⭐ - Fuera del cielo – Javier Patrón - Más que a nada en el mundo – Andrés León Becker, Javier Solar | Millor pel·lícula iberoamericana - La vida secreta de les paraules – Isabel Coixet ⭐ - Alice – Marco Martins - En la cama – Matías Bize                                                                         |
| Millor llargmetratge documental - En el hoyo – Juan Carlos Rulfo ⭐ | Millor curtmetratge d’animació - Berlitad – Pablo Ángeles Zuman ⭐ - Calaverita – Raúl Cárdenas i Rafael Cárdenas - Sheep poem – Álvaro Zendejas                                                                 |
| Millor curtmetratge de ficció - Dime lo que siento – Iria Gómez Concheiro ⭐ - El otro cuarto – Ácán Coen - Rojo eterno – Pablo Mendoza | Millor curtmetratge documental - Ser isla – Ihm Eun-hee ⭐ - El organillero – Enrique Vázquez - Palomilla salvaje – Gustavo Gamou                                                                                |
| Millor llargmetratge d’animació - Una película de huevos – Gabriel Riva Palacio Alatriste, Rodolfo Riva Palacio Alatriste ⭐ | Ariel d'or - Ignacio López Tarso ⭐ - Rosalío Solano ⭐ |
| Medalla Salvador Toscano - Vicente Leñero ⭐ | |